# Coues-Reisratte

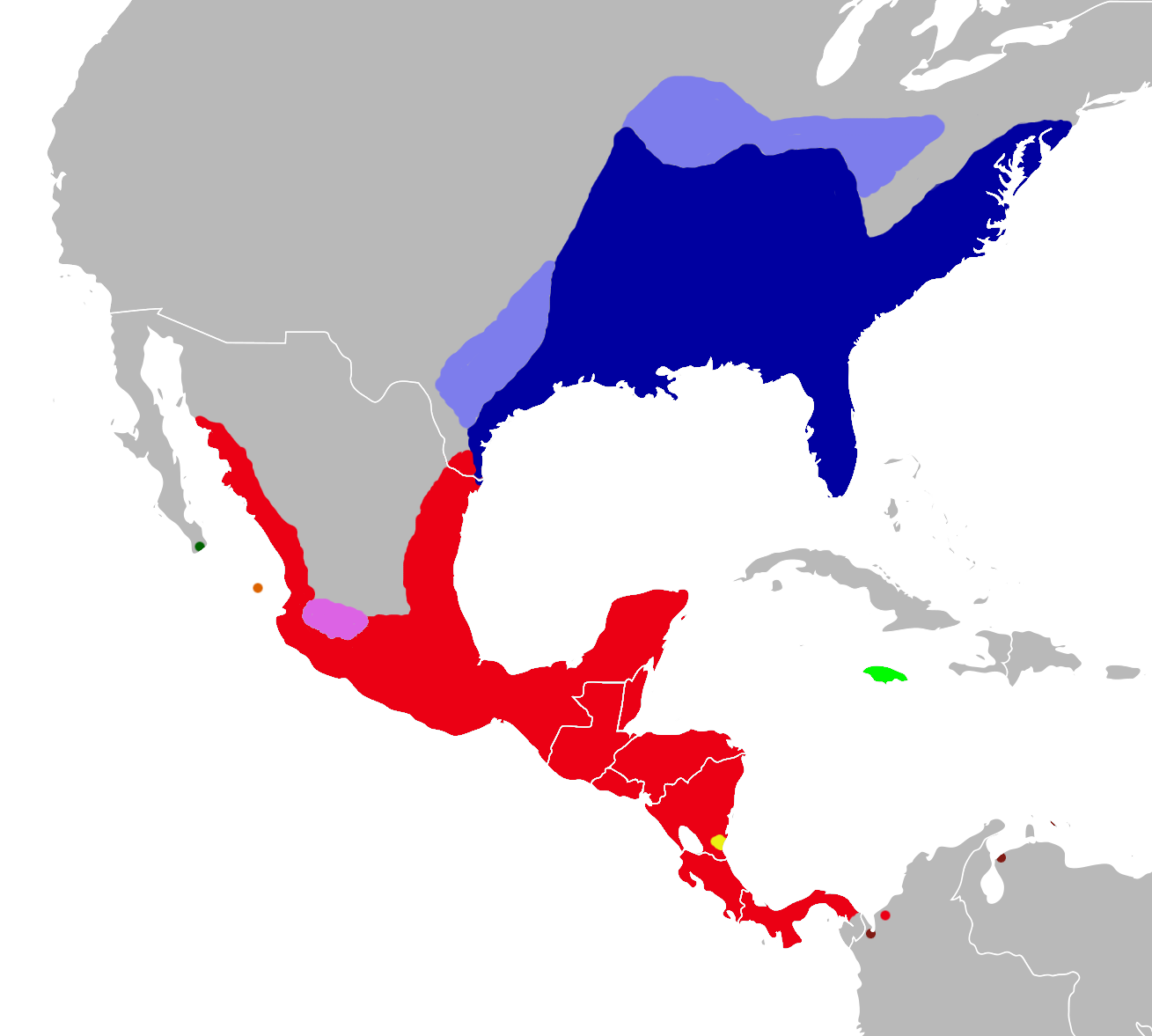
Verbreitungsgebiet verschiedener Reisratten, Coues-Reisratte in rot sowie ausgestorbene Population in grün (Text beachten)

Die Coues-Reisratte (Oryzomys couesi) ist ein im südlichen Nordamerika, in Mittelamerika und im nördlichen Südamerika verbreitetes Nagetier in der Gattung der Reisratten. Sie ist eng mit Oryzomys palustris verwandt. Mehrere Populationen auf Inseln und in anderen isolierten Gebieten wurden als Unterarten beschrieben. Das Werk Mammal Species of the World (2005) erkennt diese nicht an und listet sie anstelle als Synonyme.
Die Art ist nach dem US-amerikanischen Arzt und Ornithologen Elliott Coues benannt.

## Merkmale
Diese mittelgroße Reisratte erreicht eine Gesamtlänge von 242 bis 294 mm, inklusive eines 120 bis 145 mm langen Schwanzes sowie ein Gewicht von 40 bis 80 g. Die Hinterfüße sind 28 bis 40 mm lang und die Ohren erreichen 13 bis 18 mm Länge. Im graubraunen Fell der Oberseite gibt es eine feinverstreute schwarze Musterung, die zu den Seiten hin abnimmt und unterseits kommt hellgelbes bis weißliches Fell vor. Auf dem mit Schuppen bedecken Schwanz gibt es keine Haare und seine Unterseite ist heller als die Oberseite.

## Verbreitung
Das Verbreitungsgebiet reicht von der südlichen Halbinsel Niederkalifornien und vom südlichen Texas entlang der mexikanischen Küsten. Beide Populationen vereinigen sich ungefähr bei Mexiko-Stadt und setzen sich über Mittelamerika bis in den Norden von Kolumbien fort. Eine auf Jamaika lebende Population ist ausgestorben. Die Coues-Reisratte lebt im Flachland und in Gebirgen bis 2300 Meter Höhe. Sie bevorzugt Sumpfgebiete und andere Flächen die zeitweise überschwemmt sind. Dazu können Strauchflächen, offene Wälder, Waldränder sowie Reis- und Zuckerrohrfelder zählen.

## Lebensweise
Die nachtaktiven Exemplare halten sich vorwiegend auf dem Boden auf, obwohl sie oft im Bewuchs klettern und in Teichen oder Wasserläufen schwimmen und tauchen. Die Coues-Reisratte webt Nester aus Pflanzenteilen, die im Schilf befestigt werden oder in Baumhöhlen versteckt werden. Zur Nahrung zählen Pflanzensamen, Früchte, Kräuter, Ameisen, Käfer, andere Insekten und deren Larven sowie Krebstiere, andere Wirbellose und kleine Fische. In Anbaugebieten für Reis und Zuckerrohr gilt die Art als Schädling.
Dieses Nagetier hat keine spezielle Paarungszeit. Nach einer Trächtigkeit von 21 bis 28 Tagen werden 2 bis 7, oder selten 8 Nachkommen geboren. Die Geschlechtsreife tritt etwa nach sieben Wochen ein. Die meisten Exemplare haben eine kurze Lebensdauer.

## Gefährdung
Begrenzte Populationen werden durch Trockenlegungen beeinträchtigt. In geeigneten Habitaten tritt die Art häufig auf. So leben in Texas 5 bis 30 Individuen auf einem Hektar. Die IUCN listet die Coues-Reisratte als nicht gefährdet (least concern).